# General Electric F101
El General Electric F101 es un motor a reacción tipo turbofán con postcombustión producido por la compañía estadounidense GE Aviation. La parte que esta compañía realiza del motor CFM International CFM56 está basada en el F101.

## Aplicaciones
- Rockwell B-1 Lancer

### Desarrollos relacionados
- General Electric F110